# Rhyssemodes nox
Rhyssemodes nox är en skalbaggsart som beskrevs av Iablokov-khnzoryan 1971. Rhyssemodes nox ingår i släktet Rhyssemodes och familjen Aphodiidae. Inga underarter finns listade i Catalogue of Life.